# Clematochaeta pacifera
Clematochaeta pacifera är en tvåvingeart som beskrevs av Munro 1968. Clematochaeta pacifera ingår i släktet Clematochaeta och familjen borrflugor.
Artens utbredningsområde är Etiopien. Inga underarter finns listade i Catalogue of Life.